# Raul Lô Gonçalves
Raul Lô Gonçalves (Tauá, 11 luglio 1996) è un calciatore brasiliano, centrocampista dell'Athl. Paranaense.

## Caratteristiche tecniche
È un mediano.

## Carriera
Cresciuto nelle giovanili del Ceará, ha esordito in prima squadra il 16 luglio 2015 in occasione del match di Coppa del Brasile pareggiato 0-0 contro il Tupi.
Nel 2018 è stato acquistato dal Vasco da Gama.

## Statistiche

### Presenze e reti nei club
Statistiche aggiornate al 21 giugno 2025.
| Stagione             | Squadra              | Campionato           | Campionato | Campionato | Coppe nazionali | Coppe nazionali | Coppe nazionali | Coppe continentali | Coppe continentali | Coppe continentali | Altre coppe | Altre coppe | Altre coppe | Totale | Totale | Totale |
| Stagione             | Squadra              | Comp                 | Pres       | Reti       | Comp            | Pres            | Reti            | Comp               | Pres               | Reti               | Comp        | Pres        | Reti        | Pres   | Reti   |        |
| -------------------- | -------------------- | -------------------- | ---------- | ---------- | --------------- | --------------- | --------------- | ------------------ | ------------------ | ------------------ | ----------- | ----------- | ----------- | ------ | ------ | ------ |
| 2015                 | Ceará                | PD/CE+B              | 0          | 0          | CB              | 2               | 0               | -                  | -                  | -                  | -           | -           | -           | 2      | 0      |        |
| 2016                 | Ceará                | PD/CE+B              | 1+5        | 0          | CB              | 0               | 0               | -                  | -                  | -                  | CdN         | 0           | 0           | 6      | 0      |        |
| 2017                 | Ceará                | PD/CE+B              | 13+31      | 1+0        | CB              | 1               | 0               | -                  | -                  | -                  | PL          | 2           | 0           | 47     | 1      |        |
| 2018                 | Ceará                | PD/CE+A              | 9+0        | 0          | CB              | 0               | 0               | -                  | -                  | -                  | CdN         | 4           | 0           | 13     | 0      |        |
| Totale Ceará         | Totale Ceará         | Totale Ceará         | 23+36      | 1+0        |                 | 3               | 0               |                    | -                  | -                  |             | 6           | 0           | 68     | 1      |        |
| 2018                 | Vasco da Gama        | A/RJ+A               | 0+16       | 0          | CB              | 0               | 0               | CS                 | 2                  | 0                  | -           | -           | -           | 18     | 0      |        |
| 2019                 | Vasco da Gama        | A/RJ+A               | 13+30      | 0+1        | CB              | 5               | 1               | -                  | -                  | -                  | -           | -           | -           | 48     | 2      |        |
| 2020                 | Vasco da Gama        | A/RJ+A               | 9+0        | 0          | CB              | 3               | 0               | CS                 | 2                  | 0                  | -           | -           | -           | 14     | 0      |        |
| Totale Vasco da Gama | Totale Vasco da Gama | Totale Vasco da Gama | 22+46      | 0+1        |                 | 8               | 1               |                    | 4                  | 0                  |             | -           | -           | 80     | 2      |        |
| 2020                 | RB Bragantino        | A                    | 30         | 2          | CB              | 0               | 0               | -                  | -                  | -                  | -           | -           | -           | 30     | 2      |        |
| 2021                 | RB Bragantino        | A1/SP+A              | 5+12       | 0          | CB              | 2               | 0               | CS                 | 3                  | 0                  | -           | -           | -           | 22     | 0      |        |
| 2022                 | RB Bragantino        | A1/SP+A              | 0+32       | 0          | CB              | 0               | 0               | CL                 | 1                  | 0                  | -           | -           | -           | 33     | 0      |        |
| 2023                 | RB Bragantino        | A1/SP+A              | 4+3        | 0          | CB              | -               | -               | CS                 | -                  | -                  | -           | -           | -           | 7      | 0      |        |
| 2024                 | RB Bragantino        | A1/SP+A              | 7+28       | 0+1        | CB              | 1               | 0               | CL+CS              | 1+4                | 0                  | -           | -           | -           | 41     | 1      |        |
| Totale RB Bragantino | Totale RB Bragantino | Totale RB Bragantino | 16+105     | 0+3        |                 | 3               | 0               |                    | 9                  | 0                  |             | -           | -           | 133    | 3      |        |
| 2025                 | Athl. Paranaense     | A1/PR+B              | 15+8       | 0          | CB              | 3               | 0               | -                  | -                  | -                  | -           | -           | -           | 26     | 0      |        |
| Totale carriera      | Totale carriera      | Totale carriera      | 271        | 5          |                 | 17              | 1               |                    | 13                 | 0                  |             | 6           | 0           | 307    | 6      |        |